# Thelodonti
Die Thelodonti sind eine Gruppe ausgestorbener, kieferloser, fischartiger Wirbeltiere, die vom oberen Ordovizium bis zum frühen Oberdevon weltweit in flachen Meeresregionen lebten. Im frühen Mitteldevon verschwanden sie von der nördlichen Erdhalbkugel und waren seitdem auf die Küsten des südlichen Großkontinents Gondwana beschränkt. Sie sind vor allem durch isolierte kleine Schuppen bekannt, es wurden aber auch Fossilien nahezu vollständiger Körper gefunden.

## Merkmale
Die Tiere hatten einen meist abgeplatteten Körper, kleine Augen und eine hypocerke Schwanzflosse. Rücken- und Afterflosse waren bei einigen Formen vorhanden. Über der Reihe von meist acht Kiemenöffnungen konnten sich Brustflossen oder flossenähnliche Hautfalten befinden. Die Furcacaudiformes („Gabelschwanzthelodonten“) hatte einen hohen Körper, größere Augen und eine große, gabelähnliche, symmetrische Schwanzflosse, Die Schuppen überlappten sich nicht.
Die innere Anatomie der Tiere ist weitgehend unbekannt, einige hatten paarige Nasenöffnungen, die Furcacaudiformes hatten einen großen Magen, ein Merkmal, das sie mit den Kiefermäulern (Gnathostomata) teilen.

## Systematik

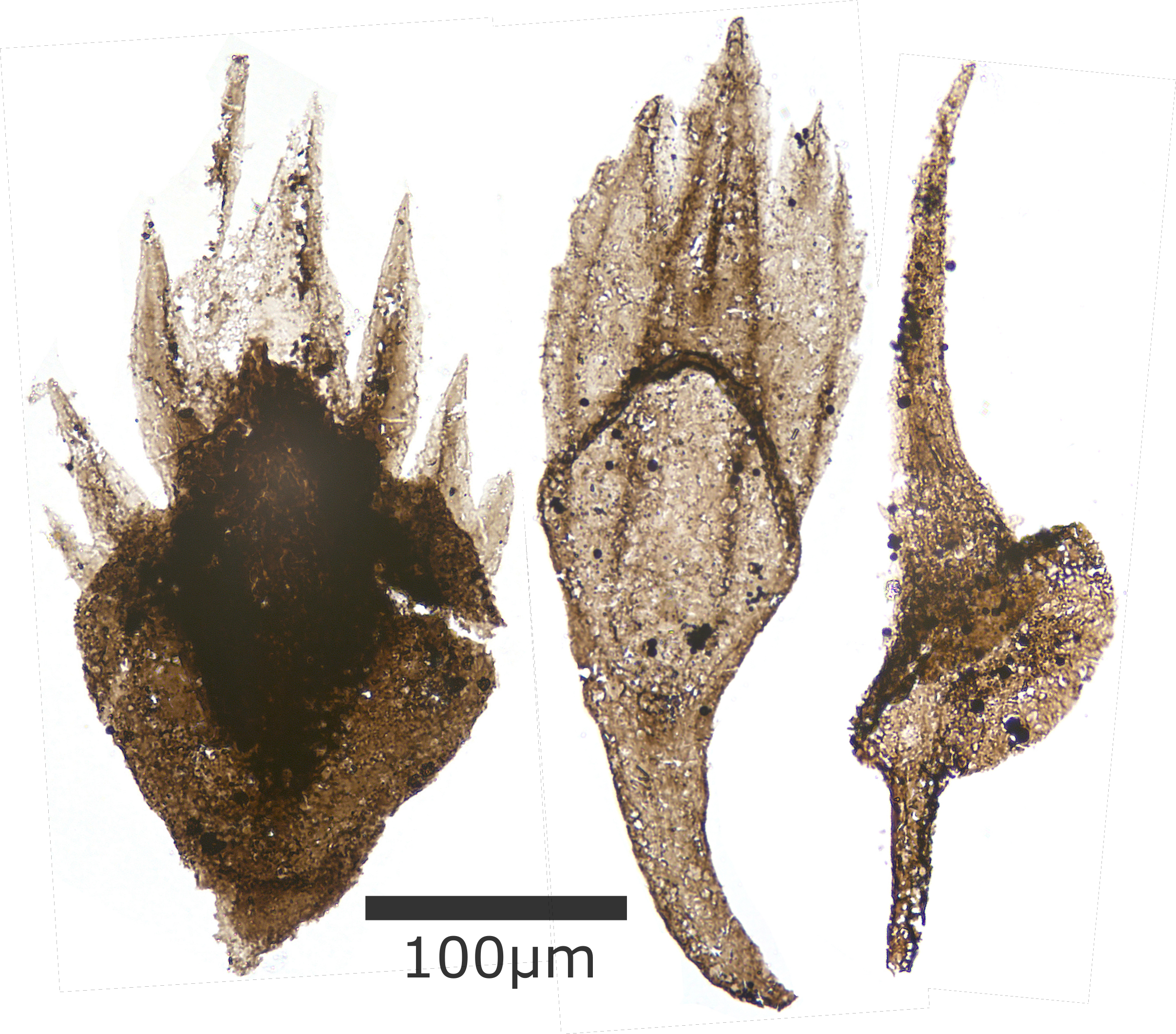
Thelodonti-Schuppen nach Säurepräparation. Von links nach rechts: Paralogania (?), Shielia taiti, Lanarkia horrida

Nach der Histologie und Morphologie ihrer Schuppen werden die Thelodonti in die ranglosen Untertaxa Achanolepida, Loganiida, Turiniida und Katoporida unterteilt. Es hat sich aber gezeigt, dass unterschiedliche Schuppenformen bei einem einzigen Individuum auftreten können.
Die Monophylie und die äußere Systematik der Thelodonti ist umstritten. Sie werde, als Monophylum, oft als Schwestergruppe der Pteraspidomorphi oder der Kiefermäuler angesehen. Das bedeutendste gemeinsame Merkmal (Synapomorphie) einer monophyletischen Thelodontenklade wären die Schuppen, die keine Knochenzellen enthielten und nur an ihrer Basis wuchsen. Als Paraphylum werden die Thelodonti als eine Ansammlung primitiver Formen der anderen paläozoischen Kieferlosern (Pteraspidomorphi, Anaspida, Osteostraci und Galeaspida) angesehen. Die Furcacaudiformes teilen mit den Heterostraci die Schwanzform. Einige können auch näher mit den Kiefermäulern verwandt sein. Die Katoporida hatten ebenso wie die Kiefermäuler, eine spezielle Dentinform in den Schuppen, die Mesodentin genannt wird.